# Arctostaphylos mewukka
Arctostaphylos mewukka là một loài thực vật có hoa trong họ Thạch nam. Loài này được Merriam mô tả khoa học đầu tiên năm 1918.

## Hình ảnh

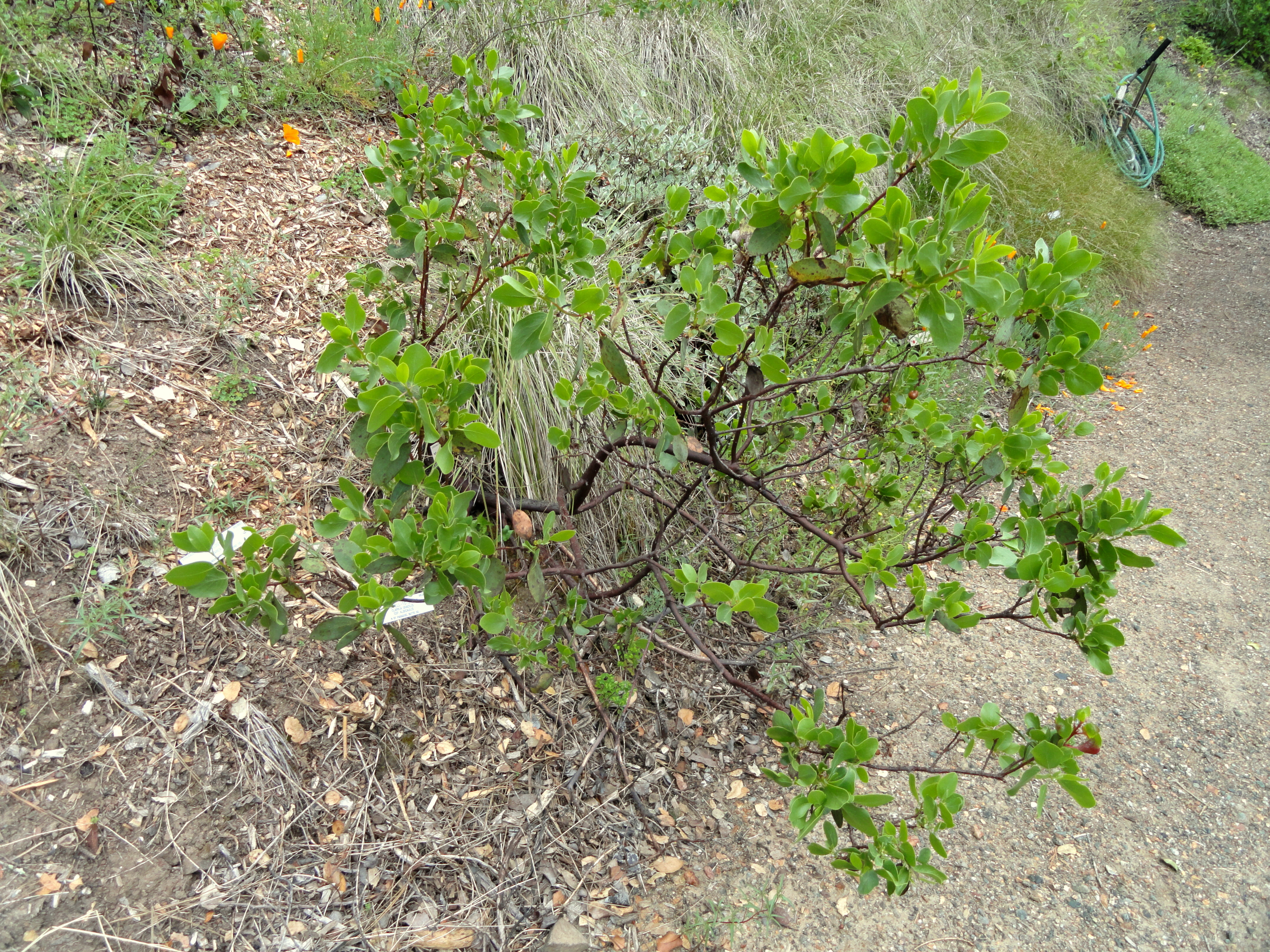
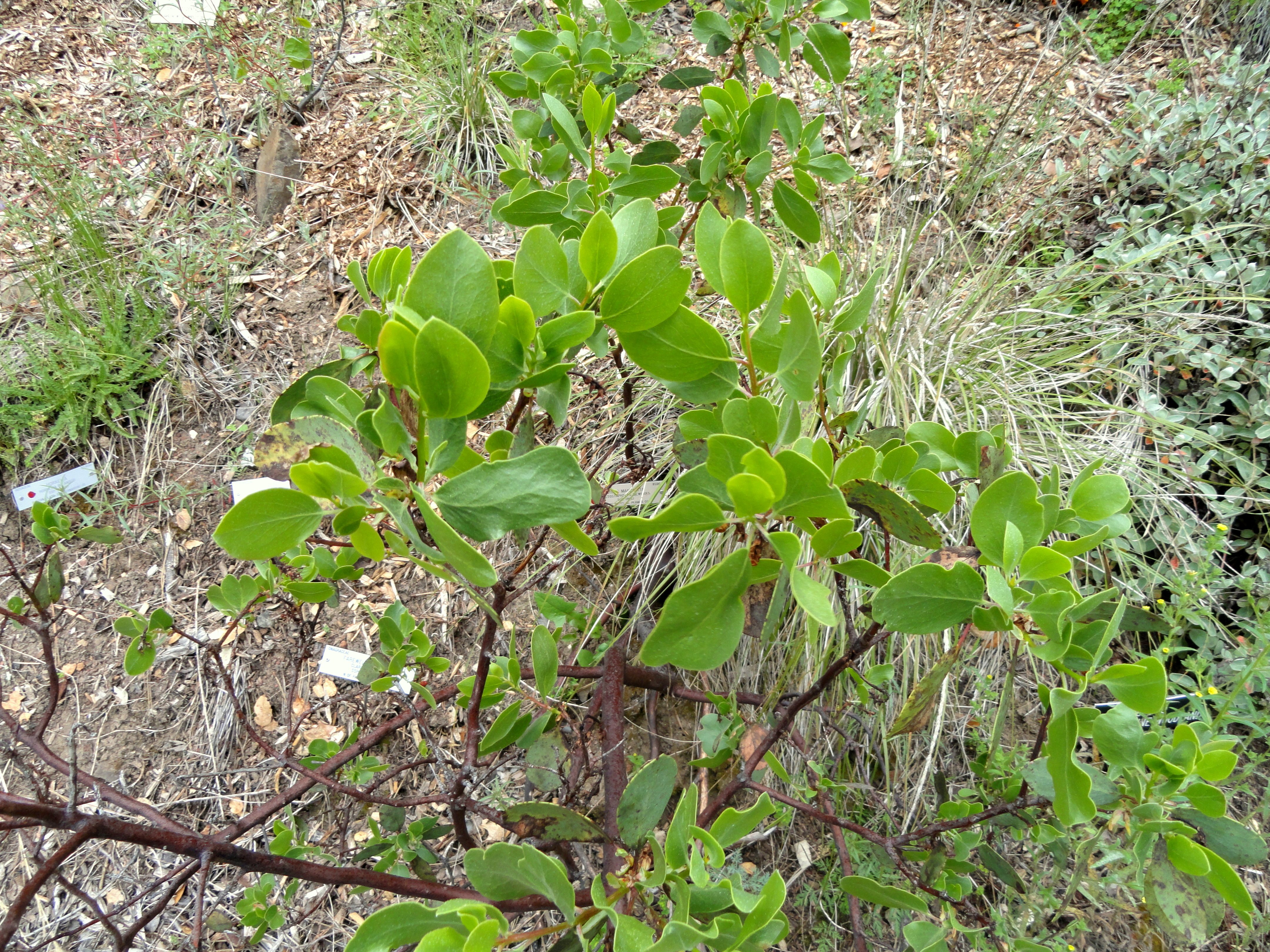
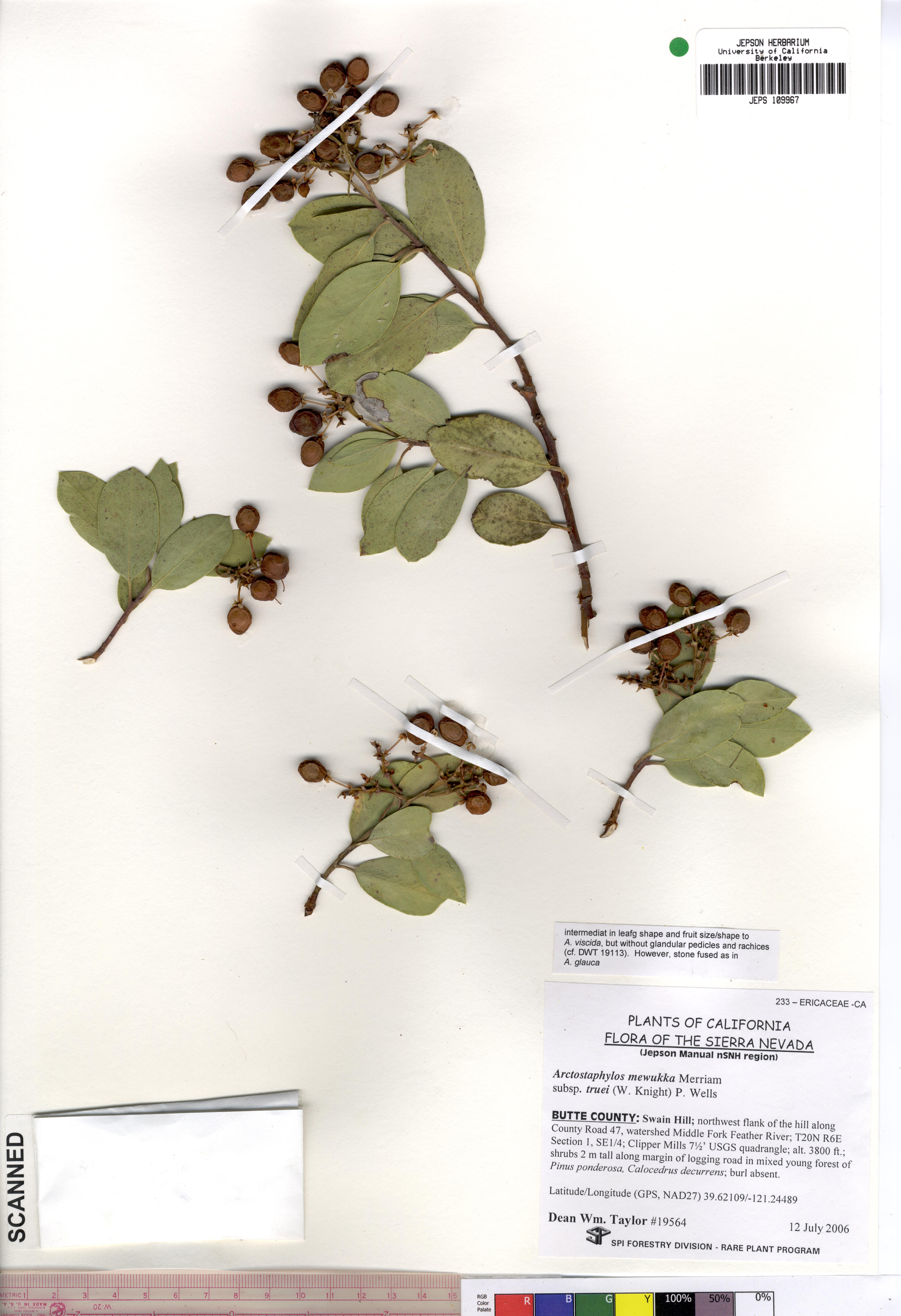
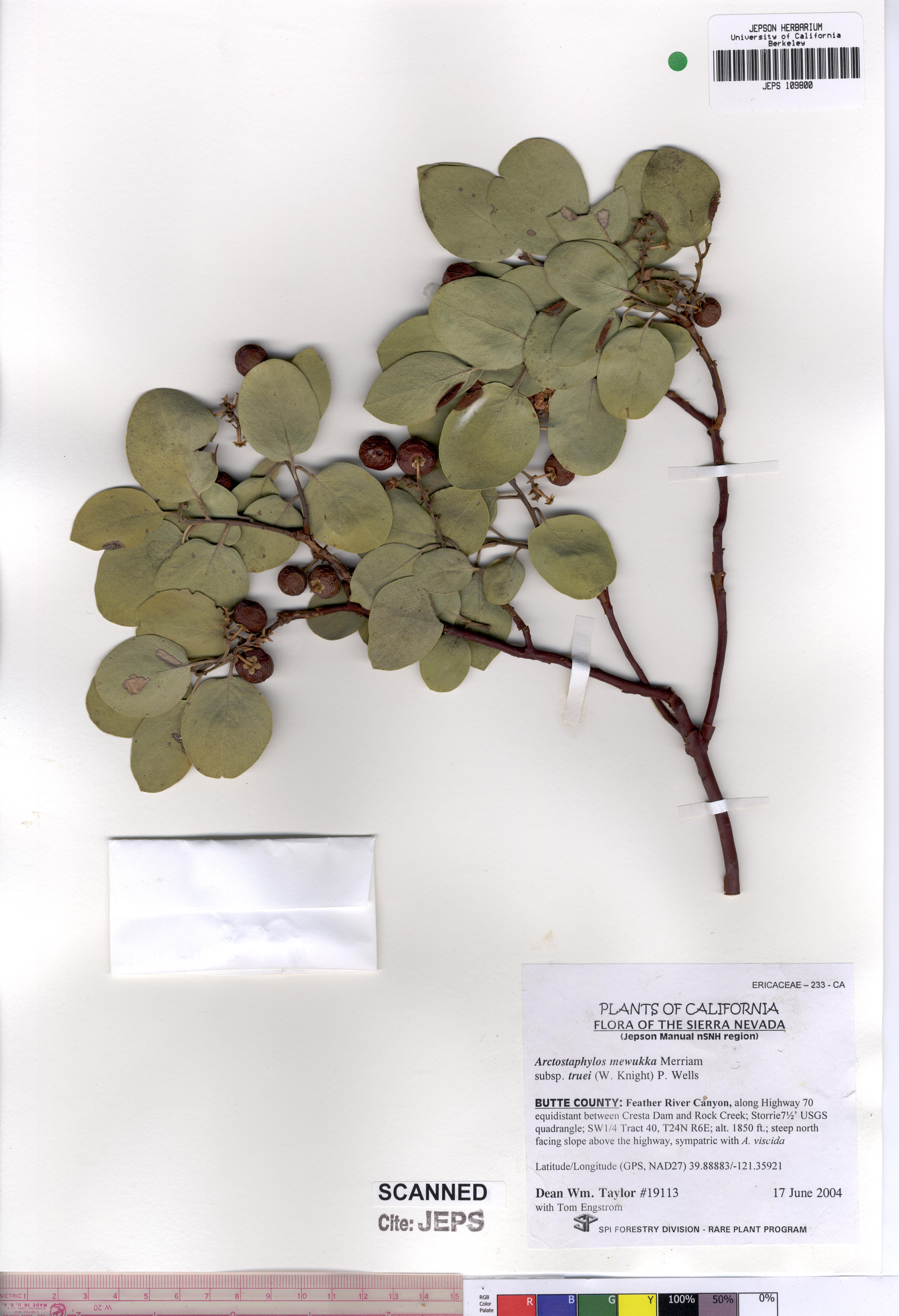